# Jean d'Outremeuse
Jean d'Outremeuse ou Jean des Preis, né à Liège le 2 janvier 1338 où il meurt le 25 novembre 1400  est un écrivain liégeois. On le connaît pour 3 ouvrages écrits (en vieux français).

## Œuvres
- Ly Myreur des Histors (« Le Miroir des Histoires »), la plus célèbre des œuvres de Jean d'Outremeuse, qui évoque par son titre le Speculum Historiale de Vincent de Beauvais, est une histoire universelle depuis la prise de Troie jusqu'à 1340. Le texte intègre des légendes et des faits historiques, ainsi que des passages de deux textes antérieurs mis en prose, Ogier le Danois et la Geste de Liège ;
  - Ly myreur des histors (publié par Adolphe Borgnet), t. I, Bruxelles, Hayez, 1864, 684 p. (lire en ligne)
  - Ly myreur des histors (publié par Adolphe Borgnet), t. II, Bruxelles, Hayez, 1869, 835 p. (lire en ligne)
  - Ly myreur des histors (publié par Adolphe Borgnet), t. III, Bruxelles, Hayez, 1873, 584 p. (lire en ligne)
  - Ly myreur des histors (publié par Stanislas Bormans), t. IV, Bruxelles, Hayez, 1877, 814 p. (lire en ligne)
  - Ly myreur des histors (publié par Adolphe Borgnet), t. V, Bruxelles, Hayez, 1867, 752 p. (lire en ligne)
  - Ly myreur des histors (publié par Stanislas Bormans), t. VI, Bruxelles, Hayez, 1880, 782 p. (lire en ligne)

- La « Geste de Liège », probablement recomposée à partir d'un texte existant, qui raconte l'histoire de la ville de Liège, en trois livres : 
  - le 1er en 40 000 vers,
  - le second en 12 224 vers (avec résumés en prose),
  - le troisième a été perdu, mais il en reste quelques passages.

- Tresorier de philosophie naturelle des pierres precieuses (lapidaire ; ouvrages sur les pierres précieuses).

Ce livre regroupe des recettes techniques surtout consacrées à fabriquer de fausses gemmes en colorant par différents moyens du verre, textes qui intéressent les verriers ou historiens cherchant à comprendre la fabrication des verres anciens ou de fausses pierres précieuses qui ornaient des couronnes, croix, reliquaires, et autres objets d'orfèvrerie...).

### Sources des observations climatiques duMyreur des Histor
Pierre Alexandre, historien du climat, relève que de nombreuses observations climatiques viennent de 3 œuvres différentes. Les notices climatiques concernant les années de 1012 à 1338, figurent dans le Myreur des Histor que l'on retrouve dans la Geste de Liège. Les 62 notices du Myreur des Histors, chronique universelle dont un des 4 livres a été  perdu. La période des origines du monde à 1340 ne provient pas de sources originales, et 21 seulement proviennent de sources connues (selon P Alexandre.); ces sources sont Anselme de Gembloux (1111), Lambert le Petit (1188), Renier de Saint-Jacques (1198, 1199, 1212), Gilles d'Orval (1220, 1221), Aubri de Troisfontaines (1236), la Chronique Valenciennoise (1258), Jean de Warnant (1269, 1297, 1310, 1315, 1316, 1325, 1332), Jean de Hocsem (1330, 1331, 1335, 1337, 1338), avec certaines erreurs de la part de Jean d'Outremeuse notamment concernant les dates auxquelles il place ses sources (ex : Anselme de Gembloux est placé en 1111 au lieu de 1117, Lambert le Petit en 1188 au lieu de 1189, etc. Seuls les textes copiés dans Hocsem seraient justement datés selon Pierre Alexandre).
Les notices d'après 1363 proviennent de la Chronique en bref, trois d'entre elles (1363, 1366, 1369) figurent aussi dans le 3e livre de la geste de Liège. 41 notices sont d'origines inconnues, et Jean d'Outremeuse ne recopie pas textuellement ses sources. Les données météorologiques que certains en ont tirées doivent être utilisées avec précaution, et pour certaines invalidées ou contre-vérifiées. P. Alexandre démontre que Jean d'Outremeuse a inventé la plus grande partie des données météorologiques du Xe siècle au XIIIe siècle.

## Hommage
Une rue liégeoise du quartier d'Outremeuse porte son nom.